# 超塑性
超塑性（ちょうそせい）とは、固体を高温域で一定のひずみ速度で変形させた時、数百%以上に伸びる現象のことである。超塑性には、材料の相変態に起因する変態超塑性と結晶粒径が数μm以下の多結晶材料で発生する微細結晶粒超塑性の2種類がある。微細結晶粒超塑性においては、対数表記したひずみ速度-応力曲線の勾配に相当するひずみ速度感受性指数（m値）が高く、一般にm値が0.3以上で破断伸びが200%以上であることが超塑性挙動発現の判断基準とされる。超塑性現象を発現していると、その変形応力も低下し、ニッケル基超合金などの高強度難加工材ではこの現象を利用して鍛造などの塑性加工をする方法が実用化されている。また、超塑性現象の多くは金属材料での報告がほとんどであるが、一部セラミクスにおいても報告例がある。

## 室温超塑性
超塑性を示すには主に3つの条件がある。
1. 組織は等軸で微細
2. 変形温度が融点の半分以上
3. 歪速度が比較的小さい。

この条件はトレードオフの関係にあり、より低温で超塑性を示すにはより微細な組織でなければならない。
加工熱処理プロセス（TMCP 技術）を用いることで結晶粒を微細化、Zn-Al合金で常温超塑性が実現した。
高い変形能、エネルギー吸収能力により制震ダンパの素材として実用化されている。